# Jeremy Clarkson
Jeremy Charles Robert Clarkson (sinh ngày 11 tháng 4 năm 1960) là một người hoạt động trên truyền hình, nhà báo và nhà văn chuyên về ô tô. Ông được biết đến nhiều nhất trong vai người dẫn chương trình trên show truyền hình Top Gear của BBC cùng với James May và Richard Hammond từ năm 2002 đến năm 2015. Hàng tuần ông cũng viết vài mục báo trên tờ The Sunday Times và tờ The Sun.
Bắt đầu sự nghiệp là một nhà báo địa phương tại phía Bắc nước Anh, Clarkson đã lôi kéo sự chú ý của công chúng với việc làm một người dẫn chương trình của loạt chương trình đầu tiên của Top Gear vào năm 1988. Từ giữa những năm 1990 Clarkson đã trở thành một người nổi tiếng, đều đặn xuất hiện là người dẫn chương trình trên kênh truyền hình Anh Quốc cũng như xuất hiện với vai trò là khách mời trong các chương trình khác. Bên cạnh ô tô, Clarkson còn sản xuất các chương trình và sách báo về lịch sử và kỹ thuật kỹ sư. Từ năm 1998 đến năm 2000 ông là chủ của chương trình phỏng vấn mang tên Clarkson.
Phong cách dẫn chương trình và phong cách viết bài ngoan cố nhưng hài hước của ông đã sinh ra nhiều phản ứng công khai đối với các quan điểm của ông. Những hành động của ông, cả trong riêng tư lẫn trong vai trò là người dẫn chương trình của Top Gear thỉnh thoảng đều đem lại những lời chỉ trích từ giới truyền thông, các chính khách, các tập đoàn có ảnh hưởng và công chúng.
Mặc cho những lời chỉ trích dành cho mình, Clarkson đã tạo ra một hình mẫu lớn đáng học hỏi, và được cho là một nhân tố quan trọng cho sự hồi sinh của Top Gear, một trong những chương trình truyền hình được yêu thích nhất của BBC.
Năm 2015, BBC quyết định không gia hạn hợp đồng với Jeremy Clarkson sau khi ông có những hành vi không đúng mực trong thời gian sản xuất và ghi hình chương trình Top Gear. Sau khi rời khỏi BBC, ông cùng hai người bạn dẫn của mình là Richard Hammond và James May đồng dẫn dắt và sản xuất chương trình chuyên biệt về ô tô mang tên The Grand Tour, phát trực tuyến trên nền tảng Amazon Prime. Ông cũng tham gia dẫn dắt phiên bản Anh của chương trình Who Wants to Be a Millionaire? từ năm 2018 đến nay trên sóng đài ITV.

## Cuộc sống cá nhân
Clarkson sinh ra tại Doncaster, South Yorkshire, Anh, là con của người bán hàng Edward Grenville "Eddie" Clarkson và giáo viên Shirley Gabrielle Ward. Họ gửi Clarkson theo học một số trường tư mà không nghĩ rằng họ sẽ phải trả tiền học phí rất cao. Tuy vậy, việc làm ăn thuật lợi đã giúp họ có đủ tiền để trả học phí cho Clarkson theo học Hill House School, Doncaster và sau đó là Trường Repton. Theo như sổ sách thì ông đã bị đuổi khỏi Trường Repton vì "uống đồ uống không cho phép, hút thuốc và nói chung đã gây nhiều thiệt hại và phiền toái".
Clarkson là người hâm mộ lớn của nhóm nhạc rock Genesis và đã tham gia buổi hòa nhạc của họ vào năm 2007.

## Sự nghiệp

### Sự nghiệp viết
Công việc đầu tiên của Clarkson là một nhà bán hàng lưu động cho việc kinh doanh Gấu Paddington của cha mẹ ông. Sau đó ông được đào tạo để trở thành nhà báo trước khi viết cho Rochdale Observer, Wolverhampton Express and Star, Lincolnshire Life và tờ báo Associated Kent Newspapers.
Clarkson tiếp tục viết cho hai tờ báo The Sun và The Sunday Times. Ông còn viết cho Toronto Star-Wheels Section.

### Truyền hình
Vai lớn trên truyền hình đầu tiên của Clarkson là một trong những người dẫn chương trình của chương trình về ô tô của Anh, Top Gear, từ ngày 27 tháng 10 năm 1998 đến ngày 3 tháng 2 năm 2000, đối với khổ chương trình đầu tiên; và từ 20 tháng 10 năm 2002 đến nay, khi chương trình được tái khởi động với một khổ mới sau một thời gian bị gián đoạn. Ông cùng với James May và Richard Hammond được cho là đã biến Top Gear trở thành chương trình được xem nhiều nhất trên kênh BBC Two, và được truyền hình tới 100 quốc gia trên toàn thế giới.
Năm 2007, Clarkson đã chiến thắng Giải thưởng Công nhận Đặc biệt của Giải Truyền hình Quốc gia. Cũng trong năm 2007, các thông báo cho biết rằng Clarkson đã kiếm được 1 tỷ bảng Anh với vai người dẫn chương trình của Top Gear, và 1,7 tỷ bảng Anh từ những cuốn sách, DVD và các bài báo.
Năm 2007, Clarkson và người đồng nghiệp tại Top Gear là James May là những người đầu tiên tới Bắc Cực bằng một chiếc xe hơi. Gần đây, Clarkson đã chống chịu được những chấn thương lớn ở chân, lưng và bàn tay trong một cú va chạm tốc độ cao vào một bức tường bằng gạch trong khi đang thực hiện loạt chương trình thứ 12 của Top Gear.

## Những chiếc xe

### Sở hữu
Sau đây là những chiếc xe mà Clarkson đang sở hữu hay đã từng sở hữu:
- Ford Escort RS Cosworth[16]
- Toyota Land Cruiser Amazon[17]
- Volvo XC90[18]
- Caterham Seven R400 (cho vợ ông)
- Range Rover TDV8 Vogue SE[19]
- Lotus Elise 111S

## Sự nghiệp truyền hình

### Người dẫn chương trình
| Năm         | Chương trình                                    |
| ----------- | ----------------------------------------------- |
| 1988–2000   | Top Gear                                        |
| 1995–96     | Jeremy Clarkson's Motorworld                    |
| 1996        | Jeremy Clarkson: Unleashed On Cars              |
| 1997        | Jeremy Clarkson: Apocalypse Clarkson            |
| 1997        | Jeremy Clarkson's: Extreme Machines             |
| 1998        | Jeremy Clarkson: The Most Outrageous            |
| 1998        | Robot Wars                                      |
| 1999        | Jeremy Clarkson: Head To Head                   |
| 1998–2000   | Clarkson (chat show)                            |
| 2000        | Jeremy Clarkson: At Full Throttle               |
| 2000        | Clarkson's Car Years                            |
| 2001        | Jeremy Clarkson: Top 100 Cars                   |
| 2001        | Speed                                           |
| 2001        | You Don't Want To Do That                       |
| 2002        | Jeremy Clarkson: No Limits                      |
| 2002 – 2015 | Top Gear                                        |
| 2002        | Jeremy Clarkson Meets The Neighbours            |
| 2003        | Jeremy Clarkson: Shootout                       |
| 2003        | The Victoria Cross: For Valour                  |
| 2004        | Jeremy Clarkson: Hot Metal                      |
| 2004        | Inventions That Changed the World               |
| 2005        | Jeremy Clarkson: Heaven And Hell                |
| 2006        | Jeremy Clarkson: The Good, The Bad And The Ugly |
| 2007        | Jeremy Clarkson: Supercar Showdown              |
| 2007        | Jeremy Clarkson: The Greatest Raid of All Time  |
| 2008        | Jeremy Clarkson: Thriller                       |
| 2009        | Jeremy Clarkson: Duel                           |
| 2010        | Jeremy Clarkson: The Italian Job                |
| 2015 – nay  | The Grand Tour                                  |
| 2018 – nay  | Who Wants to Be a Millionaire?                  |

### Những vai khác
| Năm  | Chương trình                       | Vai                                     |
| ---- | ---------------------------------- | --------------------------------------- |
| 1993 | Mr Blobby's Christmas (Video nhạc) | Khách mời                               |
| 1997 | Room 101                           | Khách mời                               |
| 1997 | The Mrs Merton Show                | Khách mời                               |
| 2002 | 100 Greatest Britons               | Khách mời                               |
| 2002 | Have I Got News for You            | Chủ                                     |
| 2002 | Friday Night with Jonathan Ross    | Khách mời                               |
| 2003 | Patrick Kielty Almost Live         | Khách mời                               |
| 2003 | Parkinson                          | Khách mời                               |
| 2003 | Question Time                      | Người tham dự                           |
| 2003 | Grumpy Old Men                     | Người tham dự                           |
| 2004 | Call My Bluff                      | Người tham dự                           |
| 2004 | QI                                 | Người tham dự                           |
| 2004 | Who Do You Think You Are?          | Người tham dự                           |
| 2005 | Top of the Pops                    | Chủ                                     |
| 2006 | Cars                               | Lồng tiếng cho Harv trong phiên bản UK. |
| 2006 | Never Mind the Buzzcocks           | Chủ                                     |
| 2006 | The F Word                         | Người tham dự                           |
| 2008 | The One Show                       | Khách mời                               |
| 2008 | Have I Got News for You            | Chủ                                     |
| 2009 | The Chris Moyles Show              | Khách mời                               |
| 2009 | Love the Beast                     | Khách mời                               |
| 2009 | 8 out of 10 Cats                   | Khách mời                               |
| 2009 | Have I Got News For You            | Khách mời                               |
| 2010 | Have I Got News For You            | Chủ                                     |
| 2010 | QI                                 | Người tham dự                           |